# Gordionus thienemanni
Gordionus thienemanni är en tagelmaskart som beskrevs av Heinze 1937. Gordionus thienemanni ingår i släktet Gordionus och familjen Chordodidae. Inga underarter finns listade i Catalogue of Life.